# Creedite
La creedite è un minerale incolore, violetto o bianco, anche se spesso assume colore marrone-arancio a causa di impurezze presenti all'interno o esterno dei suoi cristalli. Prende il suo nome dalla località di Creede in Colorado, dove è stata rinvenuta.

## Abito cristallino
Granulare, prismatico, radiale.

## Origine e giacitura
Nelle parti superiori delle vene di fluorite e barite associata alla stessa barite ed alla caolinite o in filoni stanniferi.

## Utilizzi
La creedite è utilizzata come minerale da collezione e minerale ornamentale e viene spesso abbinata a composizioni floreali o con cactus.

## Proprietà chimico-fisiche
- Solubilità: Il minerale risulta lentamente solubile negli acidi[3].
- Peso molecolare: 491,30 grammomolecole[1]
- Fragilità: si[3]
- Densità di elettroni: 2,93 g/cm³[1]
- Indici quantici[1]:
  - Fermioni: 0,0009547598
  - Bosoni: 0,9990452402
- Indici di fotoelettricità[1]:
  - PE: 3,91 barn/elettroni
  - ρ: 11,45 barn/cm³
- Indice di radioattività: GRapi: 0[1]

## Località di ritrovamento
Cristalli di creedite provengono dagli Stati Uniti, in miniere del Colorado, Nevada, Arizona e Nuovo Messico; in Messico, in una miniera nel Chihuahua e in una di Durango; a Colquiri in Bolivia; a Monakoff Mine in Australia; a Quinglong Co. in Cina; nel distretto di Lavrion in Grecia; ad Akchatau in Kazakistan; e da Campiglia Marittima e Nuoro in Italia.